# Matériel moteur des chemins de fer luxembourgeois
Le matériel moteur des chemins de fer luxembourgeois, avec le matériel remorqué des chemins de fer luxembourgeois, fait partie du matériel roulant de la Société nationale des chemins de fer luxembourgeois (CFL). L'entreprise étant en activité, cette liste est en constante évolution depuis sa création en 1946. En 2018 le parc comprend des locomotives (diesels, dont certaines de manœuvre, ou électriques), des locotracteurs et des éléments automoteurs électriques. Depuis l'origine de l'entreprise en 1946, la technologie a mis au rebut certaines technologies et leur matériel : les Autorails, les éléments automoteurs diesels et les locomotives à vapeur du type locomotives à tender indépendant ou locomotives-tender. Enfin, la traction Diesel a complètement disparue des trains de voyageurs.
Le matériel moteur est présenté sous forme d'une liste.

## Matériel en service

### Parc électrique

#### Locomotives
| Série,                  | Type                    | Nom Constructeur            | Mise en service         | Nombre                  | Effectif                | Vitesse maximum (km/h)  | Puissance (kW)          | Type de traction           | Opérateurs              | Commentaires                                                                  | Image                   |
| Locomotives électriques | Locomotives électriques | Locomotives électriques     | Locomotives électriques | Locomotives électriques | Locomotives électriques | Locomotives électriques | Locomotives électriques | Locomotives électriques    | Locomotives électriques | Locomotives électriques                                                       | Locomotives électriques |
| ----------------------- | ----------------------- | --------------------------- | ----------------------- | ----------------------- | ----------------------- | ----------------------- | ----------------------- | -------------------------- | ----------------------- | ----------------------------------------------------------------------------- | ----------------------- |
| 3000                    | Bo Bo                   | Alstom Tractis              | 1998                    | 20                      | 19                      | 200                     | 5200                    | 25 kV AC 3 kV CC 1,5 kV CC | CFL CFL Cargo           | Commande commune avec la SNCB                                                 |                         |
| 4000 (en)               | Bo Bo                   | Bombardier TRAXX (type 185) | 2004                    | 20                      | 20                      | 140                     | 5600                    | 25 kV AC 15 kV AC          | CFL CFL Cargo           | À noter que six TRAXX de type 185.2 furent louées aux CFL entre 2003 et 2006. |                         |

CFL Cargo loue aussi une TRAXX BR 185.1.

#### Éléments automoteurs électriques
| Série | Type                            | Nom Constructeur      | Mise en service | Nombre | Effectif | Vitesse maximum (km/h) | Puissance (kW) | Capacité | Commentaires | Image |
| ----- | ------------------------------- | --------------------- | --------------- | ------ | -------- | ---------------------- | -------------- | -------- | --- | ----- |
| 2000  | Automotrice bicaisse            | De Dietrich           | 1990            | 22     | 17       | 160                    | 1200           | 172      | - Appartient à la famille des Z2 de la SNCF, dérive étroitement des Z 11500. - Remplacées progressivement depuis 2024 par les CFL séries 2400 et 2450. |       |
| 2200  | Automotrice 2 niveaux Tricaisse | Alstom Coradia Duplex | 2004            | 23     | 21       | 160                    | 2340           | 339      | Commande commune avec la SNCF |       |
| 2300  | Automotrice 2 niveaux Tricaisse | Stadler KISS          | 2013            | 21     | 21       | 160                    | 3000           | 284      | |       |
| 2400  | Automotrice 2 niveaux Tricaisse | Alstom Coradia        | 2024            | 22     | 9        | 160                    | 3300           | 334      | |       |

### Parc thermique

#### Locomotives
| Série, | Type  | Nom Constructeur         | Mise en service | Nombre | Effectif | Vitesse maximum (km/h) | Puissance (kW) | Type de traction   | Opérateurs | Commentaires  | Image |
| ------ | ----- | ------------------------ | --------------- | ------ | -------- | ---------------------- | -------------- | ------------------ | ---------- | ------------- | ----- |
| 300    | B B   | MaK                      | 1973            | 19     | 18       | 60                     | 850            | Diesel hydraulique | CFL Cargo  | 2007 ex ARBED |       |
| 1800   | Co Co | La Brugeoise et Nivelles | 1963            | 20     | 5        | 120                    | 1435           | Diesel électrique  | CFL Cargo  |               |       |

#### Locomotives de manœuvre

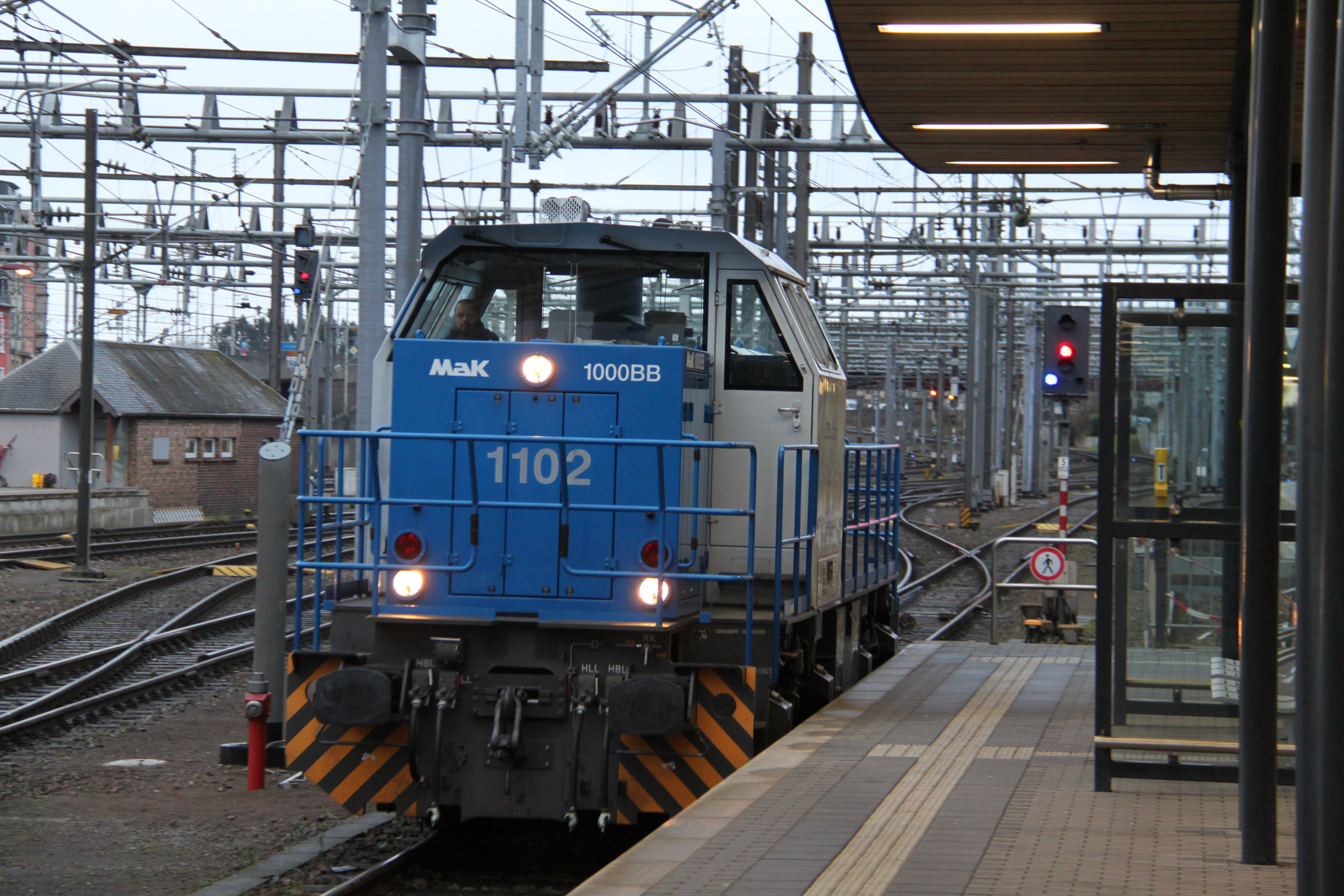
La G1000 BB n°1102.

Les CFL ne possèdent plus aucune locomotive de ce type, mais louent pour CFL Cargo les locomotives suivantes :
- Six Mak G1000 BB de 2004 (série 1100) ;
- Deux Alstom BR203 (série 1150) ;
- Cinq Mak G1206 de 2004 (série 1500) ;
- Huit Mak G1206 de 2004 (série 1580).

#### Locotracteurs
| Série,        | Type | Nom Constructeur            | Mise en service | Nombre | Effectif | Motorisation       | Commentaires  | Image |
| ------------- | ---- | --------------------------- | --------------- | ------ | -------- | ------------------ | ------------- | ----- |
| CFL 100       | B    | Mak-Vossloh G320B           | 1969            | ?      | 4        | Diesel hydraulique | 2007 ex-ARBED |       |
| CFL 110       | ?    | Cockerill                   | ?               | 1      | 1        | Diesel hydraulique | 2007 ex-ARBED |       |
| CFL 1000      | B    | Arnold Jung Lokomotivfabrik | 1972            | 4      | 4        | Diesel hydraulique |               |       |
| CFL 1020      | B    | Deutz                       | 1952            | 4      | 3        | Diesel hydraulique |               |       |
| CFL 1030 (de) | B    | Jenbacher Werke             | 1988            | 3      | 3        | Diesel hydraulique |               |       |

En 2018, les CFL louent la série de locomotive suivante :
- Série 500 (Cockerill) de 1996, six exemplaires.

#### Entretien des infrastructures
Parmi le matériel moteur en service des CFL, il y a aussi le matériel spécialisé dans l'entretien :
- une bourreuse ;
- une régaleuse ;
- diverses draisines multi-tâches décrites ci-dessous.

| Série    | Type  | Nom Constructeur       | Mise en service | Nombre | Effectif | Motorisation       | Commentaires                | Image |
| -------- | ----- | ---------------------- | --------------- | ------ | -------- | ------------------ | --------------------------- | ----- |
| CFL 700  | DMU-1 | Robel Bahnbaumaschinen | 2010            | 14     | 14       | Diesel             |                             |       |
| CFL 720  | DMU-1 | Robel Bahnbaumaschinen | 2010            | 8      | 8        | Diesel             |                             |       |
| CFL 1050 | DMU-1 | Donelli                | 1980            | 4      | 3        | Diesel hydraulique | Draisine à grue hydraulique |       |
| CFL 1060 | DMU-1 | Donelli                | 1985            | 2      | 2        | Diesel hydraulique | Draisine à grue.            |       |
| CFL 1070 | DMU-1 | Donelli                | 1988            | 1      | 1        | Diesel hydraulique | Draisine à grue.            |       |

## Matériel hors service

### Parc électrique

#### Locomotives
| Série     | Type  | Nom Constructeur | Mise en service | Nombre | Effectif | Vitesse maximum (km/h) | Puissance (kW) | Type de traction | Opérateurs | Commentaires             | Image |
| --------- | ----- | ---------------- | --------------- | ------ | -------- | ---------------------- | -------------- | ---------------- | ---------- | ------------------------ | ----- |
| 3600 (en) | Bo Bo | MTE              | 1958            | 20     | 0        | 120                    | 2650           | 25 kV AC         | CFL        | Série radiée depuis 2005 |       |

#### Éléments automoteurs électriques
| Série | Type                  | Nom Constructeur      | Mise en service | Nombre | Effectif | Vitesse maximum (km/h) | Puissance (kW) | Capacité | Commentaires                                                                          | Image |
| ----- | --------------------- | --------------------- | --------------- | ------ | -------- | ---------------------- | -------------- | -------- | ------------------------------------------------------------------------------------- | ----- |
| 250   | Automotrice bicaisse  | Carel-Fouché          | 1975            | 6      | 0        | 120                    | 630            | 172      | Rame 253 portée à 3 caisses Série radiée depuis 2005                                  |       |
| 260   | Automotrice tricaisse | Carel-Fouché          | 1971            | 2      | 0        | 120                    | 615            | 273      | Z 6168 et 6169 ex-SNCF Série radiée depuis 2005                                       |       |
| 300   | Automotrice tricaisse | Brugeoise et Nivelles | 1980            | 2      | 0        | 160                    | 1400           | 254      | AM80 nos 325 et 326 achetées à la SNCB. Revendues à leur ancien propriétaire en 2008. |       |

### Parc thermique

#### Locomotives
| Série | Type  | Nom Constructeur   | Mise en service | Nombre | Effectif | Vitesse maximum (km/h) | Puissance (kW) | Type de traction  | Opérateurs | Commentaires             | Image |
| ----- | ----- | ------------------ | --------------- | ------ | -------- | ---------------------- | -------------- | ----------------- | ---------- | ------------------------ | ----- |
| 1600  | Co Co | Anglo-Franco-Belge | 1955            | 4      | 0        | 120                    | 1450           | Diesel électrique | CFL        | Série radiée depuis 1994 |       |

Les CFL ont aussi loué par le passé :
- Six Siemens ME26.

#### Locomotives de manœuvre
| Série | Type  | Nom Constructeur               | Mise en service | Nombre | Effectif | Vitesse maximum (km/h) | Puissance (kW) | Type de traction   | Opérateurs    | Commentaires                                               | Image |
| ----- | ----- | ------------------------------ | --------------- | ------ | -------- | ---------------------- | -------------- | ------------------ | ------------- | ---------------------------------------------------------- | ----- |
| 800   | Bo Bo | Anglo Franco Belge licence EMD | 1954            | 6      | 0        | 80                     | 875            | Diesel hydraulique | CFL CFL Cargo | Série radiée depuis 2014.                                  |       |
| 850   | Bo Bo | Brissonneau et Lotz            | 1956            | 8      | 0        | 80                     | 600            | Diesel électrique  | CFL CFL Cargo | Série radiée depuis 2007. Dérivée des BB 63000 de la SNCF. |       |
| 900   | Bo Bo | Brissonneau et Lotz            | 1956            | 13     | 0        | 80                     | 660            | Diesel électrique  | CFL CFL Cargo | Série radiée depuis 2007. Dérivée des BB 63500 de la SNCF. |       |

Les CFL ont aussi loué par le passé :
- Deux Vossloh - Mak G322 ;
- Deux Vossloh - Mak G400B ;
- Une Mak G1700 BB.

#### Locotracteurs
| Série    | Type | Nom Constructeur        | Mise en service | Nombre | Effectif | Motorisation       | Commentaires          | Image |
| -------- | ---- | ----------------------- | --------------- | ------ | -------- | ------------------ | --------------------- | ----- |
| CFL 600  | B    | Klöckner-Humboldt-Deutz | 1954            | 2      | 0        | Diesel hydraulique | Radiées en 1976-1978. |       |
| CFL 1010 | B    | Arnold Jung             | 1964            | 1      | 0        | Diesel hydraulique | Radiée                |       |
| CFL 2000 | B    | Deutz                   | 1957            | 1      | 0        | Diesel hydraulique | Radié en ?            |       |

#### Éléments automoteurs Diesel
| Série    | Type                | Nom Constructeur | Mise en service | Nombre | Effectif | Vitesse maximum (km/h) | Puissance (kW) | Capacité | Commentaires                                  | Image |
| -------- | ------------------- | ---------------- | --------------- | ------ | -------- | ---------------------- | -------------- | -------- | --------------------------------------------- | ----- |
| 200 (de) | Automoteur bicaisse | Westwaggon       | 1956            | 8      | 0        | 105                    | 300            | 206      | Série radiée depuis 1994                      |       |
| 628      | Automoteur bicaisse | Düwag            | 1994            | 2      | 0        | 120                    | 485            | 136      | Matériel acquis auprès de la DB Série radiée. |       |

#### Autorails à voie normale
| Série | Type                | Nom Constructeur    | Mise en service | Nombre | Effectif | Vitesse maximum (km/h) | Puissance (kW) | Capacité | Commentaires | Image |
| ----- | ------------------- | ------------------- | --------------- | ------ | -------- | ---------------------- | -------------- | -------- | --- | ----- |
| 100   | Autorail monocaisse | De Dietrich         | 1949            | 10     | 0        | 120                    | 230            | 75       | Commande commune avec les X 3700 de la SNCF Série radiée depuis 1978 |       |
| 120   | Autorail monocaisse | Ateliers de Pétange | 1934            | 1      | 0        | 80                     |                |          | Autorail prototype construit par le PH, renommé par les CFL 1001 puis Z121. Surnommé den Atterter Benni. Converti par les CFL après 1952 en véhicule remorqué pour les trains de pose de caténaires. Démoli en 1972. |       |
| 150   | Autorail monocaisse | Uerdingen           | 1951            | 10     | 0        | 105                    | 80             | 47       | Série radiée depuis 1970 |       |
| 2100  | Autorail monocaisse | Alstom              | 2000            | 6      | 0        | 140                    | 514            | 61       | Commande commune avec la SNCF Série revendue à la SNCF depuis 2005 (transfert à la région Lorraine). |       |

#### Autorails à voie métrique
Cette section regroupe l'ensemble des autorails à voie métrique ayant été unifié par les chemins de fer à voie étroite ; y sont précisés les numéros des compagnies d'avant 1934, des CVE ainsi que les numéros DR et CFL pour les matériels utilisés après la Seconde Guerre mondiale, pour ceux qui n'ont pas été détruits ou spoliés par l'occupant et qui ont fini leur vie dans d'autres pays.
| Constructeur | Numéros   | Type et numéros CVE | Numéros DR            | Numéros CFL | Nombre | Mise en service | Réforme    | Type   | Commentaires                                                                           |
| ------------ | --------- | ------------------- | --------------------- | ----------- | ------ | --------------- | ---------- | ------ | -------------------------------------------------------------------------------------- |
| Nivelles     | N.C. (CC) | Type A (1-2)        | VT 136 750-VT 136 751 | Z1-Z2       | 2      | 1925            | 1953       | 1A'A1' |                                                                                        |
| La Dyle      | N.C. (CV) | Type B (3-4)        | VT 136 752-VT 136 753 | Z3-Z4       | 2      | 1912            | 1956       | B'2'   |                                                                                        |
| Familleureux | —         | Type C (5-7)        | VT 136 754-VT 136 756 | Z5          | 3      | 1936            | 1943, 1956 | B'B'   | Seule la n°7 survit à la seconde Guerre mondiale.                                      |
| Famillereux  | —         | Type D (8-9)        | VT 136 757-VT 136 758 | Z6          | 2      | 1936-1938       | 1944, 1956 | B'B'   | Remorques transformées en autorails. Seule la n°8 survit à la seconde Guerre mondiale. |

### Locomotives à vapeur
Le parc des locomotives à vapeur luxembourgeoises a une histoire complexe liée aux différentes compagnies qui se sont succédé  et à l'impact de la seconde Guerre mondiale.

#### Locomotives Guillaume-Luxembourg
Les lignes de la Société royale grand-ducale des chemins de fer Guillaume-Luxembourg ont été exploitées successivement par les compagnies suivantes : Compagnie des chemins de fer de l'Est, Direction générale impériale des chemins de fer d'Alsace-Lorraine, Administration des chemins de fer d'Alsace-Lorraine et Société nationale des chemins de fer français.
Ces compagnies n'ont jamais disposé de matériels propres au réseau luxembourgeois, un aperçu des matériels utilisés sont consultables sur les articles et catégories suivantes :
- Locomotives à vapeur françaises ;
- Catégorie:Locomotive à vapeur allemande.

#### Locomotives Prince-Henri
Le tableau ci-dessus reprend l'ensemble du matériel moteur Prince-Henri, y compris celui à voie étroite ; y sont précisé les numéros DR et CFL pour les matériels utilisés après la Seconde Guerre mondiale, pour ceux qui n'ont pas été détruits ou spoliés par l'occupant et qui ont fini leur vie dans d'autres pays,,.
| Série PH (CFL)    | Numéros      | Numéros DR   | Numéros CFL | Nombre | Mise en service | Réforme                  | Type        | Commentaires |
| ----------------- | ------------ | ------------ | ----------- | ------ | --------------- | ------------------------ | ----------- | --- |
| A                 | 1–9          |              |             | 9      | 1871 à 1873     | 1907 à 1939              | C n2t       | Tubize Type 10 |
| B                 | 21–24        |              |             | 4      | 1875            | 1908 à 1924              | C n2t       | Tubize Type 14 |
| C                 | 51–65, 67–68 |              |             | 17     | 1874 à 1900     | 1907 à 1934              | C n2        | Tubize Type 2 |
| C                 | 66           |              |             | 1      | ?               | 1908                     | 1B ou B1 n2 | Achetée d'occasion en 1899, ancien propriétaire inconnu. |
| D                 | 91–98        |              |             | 8      | 1870 à 1894     | 1906 à 1924              | B1 n2t      | Tubize Type 6 |
| D                 | 99           |              |             | 1      | 1887            |                          | C n2t       | Achetée d'occasion en 1900, ancien propriétaire inconnu. |
| E (série 20)      | 31–37        | 71 601–607   | 2001–2007   | 7      | 1900 à 1906     | 1950 à 1958              | 1'B1' n2t   | type Prusien T51 ; rééquipées à partir de 1922-1928 avec une chaudière avec surchauffe. |
| F                 | 151–152      |              |             | 2      | 1902            | 1940 à 1941              | C n2t       | Type prussien T3. La 152 est réapparue en 1945 sur le réseau de la DR en RDA. |
| G (série 40)      | 101–103      | 92 2701–2703 | 4001–4003   | 3      | 1904            | 1954 à 1957              | D n2t       | Type industriel La Meuse ; rééquipées en 1922 avec une chaudière avec surchauffe. |
| G' (série 42)     | 104–106      | 92 2711–2713 | 4201–4203   | 3      | 1906            | 1953 à 1954              | D n2t       | Rééquipées à partir de 1925-1926 avec une chaudière avec surchauffe. |
| H (série 33)      | 201–205      | 75 641–645   | 3302, 3303  | 5      | 1908            | 1940-1945 et 1954        | 1'C1' n2t   | Rééquipées à partir de 1922-1932 avec une chaudière avec surchauffe. Locomotives 201, 204 et 205 détruites durant la seconde Guerre mondiale. |
| H' (série 34)     | 206–215      | 75 651–660   | 3401…3410   | 10     | 1913            | 1940-1945 et 1955 à 1959 | 1'C1' h2t   | Locomotive 207 détruite durant la seconde Guerre mondiale. |
| I (série 51)      | 401–405      | 57 901–905   | 5101–5105   | 5      | 1913            | 1954 à 1959              | E h2        | proches du type prussien G10 |
| K (série 52)      | 451–461      | 57 2773–2783 | 5201…5211   | 11     | 1913 à 1921     | 1955 à 1966              | E h2        | ex type prussien G10 ; rachetées d'occasion au réseau belge en 1923, matériel acquis en Belgique dans le cadre l'armistice de 1918. Les 453, 456 et 458 n'ont jamais été restituées après la seconde Guerre mondiale. |
| L (série 35)      | 251–263      | 75 1121–1133 | 3501…3513   | 13     | 1914 à 1918     | 1940 à 1963              | 1'C1' h2t   | ex Badoises VIc ; rachetées d'occasion au réseau belge en 1923, matériel acquis en Belgique dans le cadre l'armistice de 1918. Les locomotives 256 et 259 ont fini après la seconde Guerre mondiale respectivement à l'ÖBB en Autriche et à la DR de la RDA.                                                                                                 |
| M                 | 301–302      |              |             | 2      | 1897            | 1937-1941                | B n2t       | Matériel à voie de 700 mm pour la ligne de Thillenberg à Differdange. Les 301, 302 et 304 pouvaient être converties en voie métrique et pouvaient ainsi dépanner sur la ligne de Grundhof à Beaufort. Les 301 et 302 furent loués à l'usine de Differdange en 1933 quand la ligne de Thillenberg lui fut cédée. Les 303 et 304 furent revendues en Belgique. |
| M                 | 303–304      |              |             | 2      | 1907 et 1904    | 1937-1941                | B n2t       | Matériel à voie de 700 mm pour la ligne de Thillenberg à Differdange. Les 301, 302 et 304 pouvaient être converties en voie métrique et pouvaient ainsi dépanner sur la ligne de Grundhof à Beaufort. Les 301 et 302 furent loués à l'usine de Differdange en 1933 quand la ligne de Thillenberg lui fut cédée. Les 303 et 304 furent revendues en Belgique. |
| N (série 361-362) | 311–312      | 99 291–293   | 361–362     | 2      | 1904            | 1953-1954                | C n2t       | Matériel à voie métrique pour la ligne de Grundhof à Beaufort. |
| O (série 54)      | 501–504      | 58 2145–2148 | 5401–5404   | 4      | 1918            | 1955 à 1959              | 1'E h3      | ex type prussien G12 ; rachetées d'occasion au réseau belge en 1927, matériel acquis en Belgique dans le cadre l'armistice de 1918. |
| O' (série 53)     | 505–507      | 58 601–603   | 5301, 5303  | 3      | 1917            | 1940 à 1957              | 1'E h3      | ex type prussien G12 (Type CFOA) ; rachetées d'occasion au réseau belge en 1927, matériel acquis en Belgique dans le cadre l'armistice de 1918. La locomotive 506 a fini après la seconde Guerre mondiale à la DB en RFA. |

#### Autres locomotives à voie normale
Liste exhaustive des autres séries de locomotives à vapeur luxembourgeoises, toutes à voie normale, issues pour la plupart du réseau Alsace-Lorraine puis de matériels SNCF loués ou cédés aux CFL. La numérotation CFL mélangeait ces séries avec celles issues du réseau PH.
- CFL série 30 ;
- CFL série 31 : T12 AL et ex-Prusse (ex-SNCF) ;
- CFL série 32 ;
- CFL série 36 ;
- CFL série 37 : S12 AL 1301 à 1308 (loués à la SNCF) ;
- CFL série 38 ;
- CFL série 39 ;
- CFL série 41 : T13 AL et ex-Prusse ;
- CFL série 43 : T14 AL et ex-Prusse ;
- CFL série 45 : DR 55 ;
- CFL série 46 : G8.1 AL et ex-Prusse (ex-SNCF) ;
- CFL série 47 : Locomotives Libération ;
- CFL série 55 : Construites pour les CFL ? ;
- CFL série 56 : Construites pour les CFL.

#### Locomotives des chemins de fer à voie étroite
Cette section regroupe l'ensemble du matériel vapeur à voie métrique ayant été unifié par les chemins de fer à voie étroite ; y sont précisés les numéros des compagnies d'avant 1934, des CVE ainsi que les numéros DR et CFL pour les matériels utilisés après la Seconde Guerre mondiale, pour ceux qui n'ont pas été détruits ou spoliés par l'occupant et qui ont fini leur vie dans d'autres pays.
La liste est découpée en trois tableaux correspondant à chaque ancienne compagnie d'avant 1934.
Société des chemins de fer secondaires luxembourgeois (CSL)
| Constructeur       | Numéros CSL | Type et numéros CVE | Numéros DR       | Numéros CFL | Nombre | Mise en service | Réforme          | Type | Commentaires                                                                               |
| ------------------ | ----------- | ------------------- | ---------------- | ----------- | ------ | --------------- | ---------------- | ---- | ------------------------------------------------------------------------------------------ |
| SLM                | 1-4         | —                   | —                | —           | 4      | 1881            | 1909, 1911, 1926 | 020T |                                                                                            |
| SLM                | 5-10        | Type F (5-10)       | VT 99 231 (5)    | —           | 5      | 1900, 1905      | 1934-1939, 1943  | 030T | La n°5 sera la seule réformée durant la guerre ; n°os 9 et 10 ex-Tramway de Berne de 1894. |
| SLM                | 11-12       | —                   | —                | —           | 2      | 1881            | 1934-1939        | 020T |                                                                                            |
| SLM                | 13-14       | Type D (13-14)      | VT 99 244-99 245 | 341-342     | 2      | 1906, 1917      | 1954-1956        | 030T | Ex-Montreux-Oberland bernois (Suisse) de 1903.                                             |
| Haine-Saint-Pierre | 15-16       | Type E (15-16)      | VT 99 246-99 247 | 371-372     | 2      | 1927, 1930      | 1954-1956        | 030T | N°15 : Chaudière à surchauffe, cas unique sur le réseau à voie étroite luxembourgeois.     |

Société anonyme des chemins de fer cantonaux luxembourgeois (CC)
| Constructeur  | Numéros CC | Type et numéros CVE       | Numéros DR                              | Numéros CFL     | Nombre | Mise en service | Réforme   | Type | Commentaires |
| ------------- | ---------- | ------------------------- | --------------------------------------- | --------------- | ------ | --------------- | --------- | ---- | ------------ |
| Saint-Léonard | 1-7        | Type G (1-5) Type H (6-7) | VT 99 236-VT 99 240 VT 99 241-VT 99 242 | 311-315 321-322 | 7      | 1888-1889       | 1950-1954 | 030T |              |
| La Meuse      | 11         | Type J (11)               | VT 99 233                               | 301             | 1      | 1919 ou 1920    | 1953      | 030T |              |

Chemins de fer vicinaux (CV)
| Constructeur | Type et Numéros CV | Type et numéros CVE | Numéros DR          | Numéros CFL | Nombre | Mise en service | Réforme   | Type          | Commentaires                                  |
| ------------ | ------------------ | ------------------- | ------------------- | ----------- | ------ | --------------- | --------- | ------------- | --------------------------------------------- |
| Tubize       | Type A (1-3)       | Type C (1-3)        | VT 99 233-VT 99 235 | 301-303     | 3      | 1899-1901       | 1952      | 030T          |                                               |
| Mallet       | Type B (1-4)       | Type A (01-04)      | VT 99 281-VT 99 284 | 401-404     | 4      | 1903            | 1954-1956 | 02+02T Mallet | Chaudières remplacées en 1933.                |
| SLM          | Type S (3, 5-6)    | Type B (S3, S5-S6)  | VT 99 271-VT 99 273 | 351-353     | 4      | 1907-1908       | 1953-1954 | 130 T         | Ex-Chemins de fer rhétiques (Suisse) de 1899. |